# Mrika
Mrika (Maria) – opera skomponowana przez Prenka Jakovę w 1958 z librettem Llazara Siliqiego. Powszechnie uważana za pierwszą operę napisaną w języku albańskim. Obecnie (od 1959) opera składa się z trzech aktów. Premiera w wersji czteroaktowej miała miejsce w Teatrze Migjeni w Szkodrze i została wyreżyserowana przez Andreę Skanjetiego. Premiera poprawionej wersji trzyaktowej miała miejsce w grudniu 1959 w Akademii Muzyki i Szuki w Tiranie. Reżyserem pierwszej sceny był Kristaq Antoniu, orkiestrą kierował Mustafa Krantja. Premiera dzieła spotkała się z pozytywnym przyjęciem i stanowiła wielki sukces. Akcja opery rozgrywa się w czasach współczesnych twórcom (lata 50 XX wieku), opowiada o losach wiejskiej dziewczyny i jej rodziny. Tło opery stanowi budowa Hydroelektrowni im. Karla Marxa. Tytułowa bohaterka przewodzi mobilizacji ruchu robotniczego mającemu nie dopuścić do wysadzenia konstrukcji przez sabotażystów z Jugosławii i Grecji. Wykonawcami byli zarówno profesjonalni artyści, jak również osoby zajmujące się muzyką amatorsko, hobbystycznie. W 2022 roku opera została wystawiona w ramach 60-lecia Wydziału Muzycznego Uniwersytetu Sztuk w Tiranie po 32 latach przerwy, w wykonaniu studentów klasy opery, w reżyserii Rozi Kostanit.